# Helicopis pompeius
Helicopis pompeius är en fjärilsart som beskrevs av Le Moult 1940. Helicopis pompeius ingår i släktet Helicopis och familjen Riodinidae. Inga underarter finns listade i Catalogue of Life.